# Peter Gaffert
Peter Gaffert (* 27. August 1960 in der Lutherstadt Eisleben) ist ein deutscher Forstwissenschaftler und Politiker. Von 1994 bis 2004 war er Leiter des Nationalparks Hochharz und von 2005 bis 2008 Leiter des Nationalparks Kellerwald-Edersee. Vom 1. August 2008 bis zum 31. Juli 2022 war er parteiloser Oberbürgermeister der Stadt Wernigerode.

## Leben

### Ausbildung und berufliche Anfänge
Nach dem Besuch der Polytechnischen Oberschule Leutnant Lutz Meier Ahlsdorf, dem Abitur 1979 an der EOS in Eisleben und einem dreijährigen Dienst beim Wachregiment „Feliks Dzierzynski“ des Ministeriums für Staatssicherheit in Halle (Saale), studierte Peter Gaffert von 1983 bis 1988 Forstwissenschaften an der Forstwissenschaftliche Fakultät der Technischen Universität Dresden in Tharandt. Das Studium schloss er als Diplom-Forstingenieur ab. Seine berufliche Laufbahn begann er 1988 als Assistent am Staatlichen Forstwirtschaftsbetrieb Blankenburg (Harz) (nach der Wende Staatliches Forstamt Blankenburg), wo er als Aufbauleiter einer Forstbaumschule im Harz sowie als Revierleiter tätig war und schließlich zum Abteilungsleiter aufstieg. 1991 wechselte er als Referent für Forstpolitik, Forstrecht und forstliche Förderung ins Ministerium für Ernährung, Landwirtschaft und Forsten Sachsen-Anhalt und wirkte so beim Neuaufbau der Landesregierung mit.

### Als Nationalparkleiter
Die Tätigkeit im Ministerium endete 1994, als ihm zum 1. Mai als Nachfolger von Hubertus Hlawatsch für den Nationalpark Hochharz die Leitung der Nationalparkverwaltung Hochharz mit Sitz in Wernigerode übertragen wurde. Naturschutzverbände bescheinigten seiner Leitung ein hohes naturschutzfachliches Niveau und lobten die originelle Öffentlichkeitsarbeit sowie den hohen Stellenwert der wissenschaftlichen Forschung. Nebenamtlich betätigte sich Gaffert von 2000 bis 2005 als Geschäftsführer der von ihm gegründeten Brockenhaus gGmbH. Im Zuge der Zusammenlegung des Nationalparks Hochharz mit dem benachbarten niedersächsischen Nationalpark Harz verlor er 2004 aus politischen Proporzgründen jedoch die Leitungsstelle.
Kurz war er von September bis Ende 2004 als Verwaltungsleiter des geplanten Biosphärenreservats Karstlandschaft Südharz in Roßla tätig. Gaffert übernahm dann den Posten des Direktors des Nationalparkamtes Nationalpark Kellerwald-Edersee in Bad Wildungen (Hessen). Als er das Amt im Januar 2005 antrat, stand der neue Nationalparkleiter mit seinem Team vor der Aufgabe, das Projekt nach vielen vorangegangenen politischen Querelen in der Region zu verankern und ihm breite Unterstützung zu verschaffen. Diese Aufbauarbeit gelang in kurzer Zeit und brachte Gaffert, der seit Dezember 2007 nebenamtlich auch als Geschäftsführer der gemeinnützigen Gesellschaft Nationalparkzentrum Kellerwald mbH fungierte, erneut viel Anerkennung ein. Bei seiner Verabschiedung lobte ihn Dr. Eberhard Henne, Vorsitzender des Dachverbands der deutschen Großschutzgebiete Europarc Deutschland, als einen „der besten Nationalparkleiter der Bundesrepublik“.
Gaffert selbst fasste seine Erfahrungen mit den beiden Nationalparken 2008 so zusammen:

„Ich hatte die großartige Aufgabe, den Nationalpark Kellerwald-Edersee von Grund auf aufzubauen. Die Hessen haben‘s übrigens besser gemacht als die Harzer: Die haben erst zehn Jahre darum gestritten und dann den Park gegründet, während die Harzer erst den Park gegründet haben und sich dann zehn Jahre lang stritten. Aber natürlich war das am Ende der DDR eine ganz andere Ausgangsposition.“

### Politik
Da Gaffert trotz aller Erfolge im Kellerwald seine Harzer Heimat vermisste, nahm er das Angebot des SPD-Ortsvereins Wernigerode gern an, für sie als parteiloser Kandidat bei der Oberbürgermeister-Wahl 2008 anzutreten. Der bisherige Amtsinhaber Ludwig Hoffmann (SPD) hatte nach 14 Jahren nicht nochmals kandidieren wollen. Auch der Ortsverein von Bündnis 90/Die Grünen unterstützte Gaffert, da die Grünen zusammen mit der SPD im Stadtrat von Wernigerode eine gemeinsame Fraktion bilden. Bei der Wahl am 13. April 2008 setzte sich Gaffert dann auf Anhieb mit 56 Prozent der abgegebenen Stimmen durch und übernahm am 1. August 2008 die Amtsgeschäfte als Oberbürgermeister. Zur erneuten Bürgermeisterwahl im Jahr 2022 trat er nicht mehr an. Als sein Nachfolger wurde Tobias Kascha gewählt, der das Amt am 1. August 2022 antrat.

### Aufsichtsrat
2013 wurde er zum Nachfolger von Michael Ermrich zum Aufsichtsratsvorsitzenden der Harzer Schmalspurbahnen GmbH gewählt.

### Ehrenamtliche Tätigkeiten und Mitgliedschaften
Als begeisterter Skilangläufer engagierte sich Peter Gaffert als Vorsitzender des Fördervereins für Skisport und Naturschutz im Harz (FVSN) und als Mitglied des Umweltbeirates des Deutschen Skiverbandes (DSV). Außerdem gehört er dem Programmbeirat der Technischen Universität Dresden an und betätigt sich als Rotarier. Mitglied ist er auch im Brockenlaufverein.